# Paignion
Das Paignion (Plural Paignia, von griech. παιγνιον „Spiel(zeug), Scherz, Spott“ zu παῖς „Kind“) ist eine Form der antiken Dichtung, die meist scherzhaft-spöttisch, teilweise auch erotisch ist und zum burlesken mimisch-gestischen Vortrag diente.
Ursprünglich von Platon als literarisches Genre bezeichnet, dem er auch die Komödie zurechnete, wurden als Paignia in der späteren Terminologie nur noch poetische Kleinformen genannt, die meist bukolische Themen bzw. Inhalte hatten und sich durch besondere metrische Kunstfertigkeit auszeichneten.
Aus der Übernahme als Pägnium (von lat. paegniarius „zum Spiel gehörig“) in die lateinische Literatur sind die Erotopaignia erhalten, sechs erotisch-galante Bücher des Laevius. Daneben steht das Technopaignion oder carmen figuratum, das u. a. von Theokrit, Porfyrius und – in christlicher Zeit – Venantius Fortunatus gepflegte Bildgedicht als Inschrift auf Weihegeschenken.